# ديف كوكروم
ديف كوكروم (11 نوفمبر 1943-26 نوفمبر 2006) هو رسام كارتون أمريكي.يشتهر بمشاركته في إنشاء شخصيات رجال-إكس الجديدة المتسلل ليلا و Storm و Colossus و Mystique ، بالإضافة إلى القطة السوداء